# Kazuhiko Inoue
Kazuhiko Inoue (井上 和彦 Inoue Kazuhiko?) (Yokohama, Kanagawa, Japón, 26 de marzo de 1954) es un reconocido actor de voz y cantante japonés, anteriormente afiliado a Aoni Production y a Production Baobab.

## Biografía
Desde su debut en 1973, Inoue se ha convertido en uno de los actores de voz más reconocidos en Japón. Sus primeros trabajos en los años 70 incluyen personajes como Anthony Brower Andrew en Candy Candy, y posteriormente Joe en la versión de 1979 de Cyborg 009. En los 80 el trabajo de Inoue varió de series orientadas a un público adulto como Oishinbo (The Gourmet) hasta series populares entre la generación juvenil como Tenku Senki Shurato.
Más recientemente, Inoue es conocido internacionalmente por papeles de Kakashi Hatake en Naruto, Klarth F. Lester en Tales of Phantasia, Eiri Yuki en Gravitation, You Miyagi en Junjō Romantica, Aiôn en Chrono Crusade, Kars en JoJo's Bizarre Adventure: Battle Tendency, y Hatori Sohma en Fruits Basket. La interpretación vocal de Inoue es normalmente descrita como natural y relajada.
Su amplio y versátil rango vocal le permite interpretar diferentes tipos de personalidades: personajes enérgicos, personajes centrales firmes, tales como Joe en Cyborg 009 y Kusanagi en Blue Seed; fríos e indiferentes como Eiri Yuki; el siempre hilarante pero aun así muy poderoso hechicero, Guenter en Kyo Kara Maoh!; peligrosamente seductores como Aion; y atractivos como Chi no Byakko, Willy Tybur en Shingeki no Kyojin y Tachibana no Tomomasa en Harukanaru Toki no Naka de Hachiyō Shō. Inoue también es conocido por papeles inusuales tales como el excéntrico Nagisa Sawa en Haru wo Daiteita, y Shiron the Windragon en Legendz.
Inoue no solo da voces para anime, sino que también presta su voz a videojuegos, drama CD, doblajes de películas al idioma japonés, y audio libros. Él ha tenidos muchos álbumes en formato LP y CD álbumes y ha interpretado varios "anime character álbumes". Sus canciones más conocidas son aquellas relacionadas con las series de Harukanaru Toki no Naka de Hachiyō Shō, canciones que interpreta en escenarios en vivo durante los eventos anuales japoneses de seiyus NeoRomance. En años recientes, Inoue ha trabajado también en trabajo de backstage tales como dirección de sonido. Él ha fundado su propia agencia y escuela de seiyū, B-Box, con el propisto de formar a la propia generación de actores de doblaje.
Siendo un "Hibakusha Nisei" (Segunda generación de sobrevivientes de A-Bomb) Él esta completamente en contra de las guerras. En la canción, "Ai ni Tsuite," (爱について About Love, de su álbum en CD, "Ai," 2003) Inoue expresa sus deseos por la paz mundial y el respeto por el océano y la Madre Tierra.
En sus tiempos de esparcimiento, Inoue disfruta el windsurfing. El también tiene un certificado como chef. También era un amigo cercano del difunto actor de voz Daisuke Gōri. En 2009, durante la tercera entrega de los Seiyū Awards, Inoue ganó como "Mejor Actor Secundario" por su papel como Nyanko-sensei en Natsume Yujin Cho.

## Vida personal
Inoue se ha casado y divorciado tres veces. Su primer matrimonio fue con la artista de manga Yumiko Igarashi. Juntos, tienen un hijo llamado Keiichi Igarashi (nacido en 1980 o 1981), conocido profesionalmente como Nanami Igarashi, quien fue aprendiz de ídolo en Johnny & Associates y luego publicó un ensayo cómico sobre sus experiencias como otokonoko. Su segundo matrimonio fue con la actriz Minako Arakawa y su tercer matrimonio fue con la actriz Shizuka Ochi, con quien se casó en 2001 y luego se divorció en 2012.

## Filmografía
- ACCA: 13-ku Kansatsu-ka como el hermano mayor de Lillium (ep 4, 10).
- Ace wo Nerae! 2 (OVA) como Takayuki Todou.
- Ace wo Nerae! Final Stage (OVA) como Takayuki Todou.
- Adventures of Puss-in-Boots (TV) como Torusen.
- Akai Hayate (OVA) como Hayate.
- Angel's Feather (OVA) como Reiya Wakabayashi.
- Anne of Green Gables (TV) como Gilbert.
- Anime Sanjushi (TV) como el duque de Buckingham.
- Aoki Ryusei SPT Layzner (TV) como Null Alberto/Eiji Asuka.
- Arrow Emblem Grand Prix no taka (TV) como Speed; Antonio
- Arslan Senki (OVA) como Daryun
- Ashita Tenki ni Nare! (TV) como Otaguro.
- Bagi, the Monster of Mighty Nature (película) como Ryo.
- Bakumatsu Kikansetsu Irohanihoheto (TV) como Sotetsu Ibaragi.
- Banner of the Stars (TV) como Néreis; Néfée.
- Banner of the Stars II (TV) como Nereis-Nefee.
- Bats & Terry (movie) como Batsu.
- Battle Athletes Victory (TV) como Eric Roberts.
- Battle Royal High School (OVA) como Yuuki Toshihiro.
- Biohunter (OVA) como Kamagaya.
- Bleach (TV) como Espíritu Yoshi. (ep. 12)
- Blue Seed (TV) como Mamoru Kusanagi.
- Blue Seed Beyond (OVA) como Mamoru Kusanagi.
- Bomberman Bidaman Bakugaiden (TV) como Sasuraibon (Episodio 16).
- Borgman (TV) como Chuck.
- Candy Candy (TV) como Anthony Brower Andrew.
- Capitán Futuro (TV) como Ken Scott.
- Capitán Futuro Kareinaru Taiyokei Race (especial) como Mechaman n.º 44
- Captain Tsubasa (1983) (TV) como Carlos Santana.
- Captain Tsubasa (2018) (TV) como Makoto Kitazume
- Chogattai Majutsu Robot Ginguiser (TV) como Goro Shirogane.
- Chrno Crusade (TV) como Aion.
- City Hunter (TV) como Shin'ichi Yotsui (Episodio 22).
- Classroom☆Crisis (TV) como Kazuhisa Kiryū.
- Cosmo Police Justy como Just Kaizard.
- Cowboy Bebop: Knockin' on Heaven's Door (película) como Ghadkins.
- Cyberpunk: Edgerunners (TV) como Faraday
- Cyborg 009 (TV 2) como Shimamura Joe/009.
- Cyborg 009 gekijô ban: chô ginga densetsu (película) como Shimamura Joe/009.
- Daimaju Gekito: Hagane no Oni (OVA) como Haruka Alford.
- Dangaioh (OVA) como Burst (Episodio 3).
- Darker than Black (TV) como November 11.
- Dash Kappei (TV) como Kaoru Tachibana
- Descendants of Darkness (TV) como Mibu Oriya (Episodio 10, 11, 13).
- Detective Conan (TV) como el inspector Ninzaburō Shiratori (en reemplazo de Kaneto Shiozawa).
- Detective Conan: 16 Suspects (OVA) como el inspector Ninzaburō Shiratori.
- Detective Conan: Captured In Her Eyes (película) como Kyosuke Kazato.
- Detective Conan: Count Down to Heaven (película) como el inspector Ninzaburō Shiratori.
- Detective Conan: Crossroad in the Ancient Capital (película) como el inspector Shiratori.
- Detective Conan: Magician of the Silver Sky (película) como el inspector Shiratori.
- Detective Conan: Strategy Above the Depths (película) como el inspector Shiratori.
- Detective Conan: The Phantom of Baker Street (película) como el inspector Shiratori.
- Detective Conan: The Private Eyes' Requiem (película) como el inspector Shiratori.
- Doraemon (1979) (TV) como el maestro de Nobita.
- Doraemon: Nobita's Dinosaur (película) como T/P Squad.
- Doraemon: Nobita's Genesis Diary (película) como Yoshihide.
- Doraemon: What Am I for Momotaro (película).
- Dream Dimension Hunter Fandora (OVA) como Sorto.
- Earthian (OVA) como Kagetsuya.
- Edens Zero (TV) como Xenolith.
- Elementalors (película) como Shiki.
- Ergo Proxy (TV) como Kazukisu (Episodio 9).
- Excel Saga (TV) como Dick; Shioji Gojo.
- Fairy Tail (TV) como Gildartz.
- Fang of the Sun DOUGRAM (TV) como Krin.
- Five Star Stories (OVA) como Colus III.
- Fruits Basket (TV) como Hatori Sohma.
- Fuma no Kojirou: Yasha-hen (OVA) como Kousuke Mibu.
- Fushigi Yuugi (OVA 2) como Rokou (Episodio 3).
- Galaxy Angel (TV) como el doctor Minami Asagaya.
- Gall Force: Earth Chapter (OVA) como Bauer.
- Gintama (TV) como Oboro.
- Glass no Kamen (TV)
- Golion (TV) como Akira Kogane.
- Gravitation (TV) como Eiri Yuki.
- Gravitation: Lyrics of Love (OVA) como Eiri Yuki.
- Grey : Digital Target (película) como Grey.
- Handsome Girl (OVA) como Okita.
- Haou Taikei Ryuu Knight (TV) como Larser.
- Happiness Charge PreCure! (TV) como Red/Deep Mirror.
- Haru wo Daiteita (Embracing Love) (OVA) como Nagisa Sawa.
- Harukanaru Toki no Naka de Hachiyō Shō (TV) como Tachibana no Tomomasa.
- Harukanaru Toki no Naka de ~Ajisai Yumegatari~ (OVA) como Tachibana no Tomomasa.
- Harukanaru Toki no Naka de 2 ~Shiroki Ryuu no Miko~ (OVA) como Hisui.
- Harukanaru Toki no Naka de ~Maihitoyo~ (película) como Tachibana no Tomomasa.
- Here is Greenwood (OVA) como Kazuhiro Hasukawa.
- High School Aurabuster (OVA) como Suguro the Raishou.
- Hotori - Tada Saiwai wo Koinegau (especial) como el profesor Shimizu.
- Humanoid Monster Bem (TV 2) como Bem.
- Hybrid Child (TV) como Kuroda.
- Hybrid Child (CD DRAMA) como Kuroda.
- Idol Tenshi Youkoso Yoko (TV) como Mikkii.
- Igano Kabamaru como Kinshirou.
- Ikkyu-san (TV) como Tetsusai.
- InuYasha (TV) como Ryūkotsusei (Espíritu Dragón).
- Iriya no Sora, UFO no Natsu (OVA) como Enomoto.
- JoJo's Bizarre Adventure (TV) como Kars.
- Jungle Wa Itsumo Hale Nochi Guu (TV) como Reiji-sensei.
- Jungle Wa Itsumo Hale Nochi Guu Deluxe (OVA) as Reji.
- Junjo Romantica como Miyagi You.
- Junk Boy (OVA) como Manai Tetsu.
- Justy (OVA) como Justy Kaizard.
- Karakuri Kiden Hiwou Senki (TV) como Ryouma Sakamoto.
- Katekyō Hitman Reborn! (TV) como Genkou no Gamma (Future Arc).
- Kikaider (OVA) como Kikaider 00/Rei.
- Kimetsu no Yaiba (TV) como Yoriichi Tsugikuni
- Kino's Journey (TV) como Traveler (Episodio 4).
- KonoSuba! (TV) como Ignis Dustiness Ford (Episodio 14)
- Kujibiki Unbalance (OVA) como Yuya Kaburaki.
- Kusatta Kyoushi no Houteishiki (OVA) como Masayoshi Shibata.
- Kyō Kara Maō! (TV) como Günter von Kleist.
- La Melancolía de Haruhi Suzumiya (TV) como Keiichi Tamaru (Episodios 6,8).
- Legend of Basara (TV) como Shuri.
- Legend of the Galactic Heroes (OVA) como Dusty Attemborough.
- Legend of the Galactic Heroes: Overture to a New War (película) como Attenborough.
- Legendz: Yomigaeru Ryuuou Densetsu (TV) como Shiron el dragón del viento; Ranshiin.
- Leina: Wolf Sword Legend (OVA) como Rom Stol; Sonoda
- Let's Dance With Papa (TV) como Shigure Amachi.
- Lucy (TV) como John.
- Luna Varga (OVA) como Gilbert.
- Lunn Flies into the Wind (OVA) como Akira Toyoda.
- Machine Robo: Revenge of Chronos (TV) como Rom Stol.
- Mahou no Tenshi Creamy Mami o Magical Angel Creamy Mami (TV) como Shingo Tachibana.
- Mahou no Yousei Persia (TV) como Kenji Sawaki.
- Maiden Rose (OVA) como Klaus.
- Makiba no Shōjo Katori (TV) como Akki.
- Master of Epic: The Animation Age (TV) como Cognite.
- Mazinger Z (TV) como Soldado (papel debut)
- Megazone 23 Part II (OVA) como Garam.
- Miracle Train (TV) como Daimon.
- Mister Ajikko (TV) como Takao Ajiyoshi (segundo).
- Mobile Suit Gundam Seed MSV Astray (OVA Promo) como Gai Murakumo (BLUE FRAME).
- Mobile Suit Zeta Gundam (TV) as Jerid Messa.
- Mobile Suit Zeta Gundam: A New Translation (película) as Jerid Messa.
- Mobile Suit Gundam AGE como Flit Asuno (adulto).
- Mob Psycho 100 (TV) como Toichiro Suzuki.
- Mon Colle Knights (TV) como Count Collection (Príncipe Eccentro).
- Moonlight Mile (TV) como Goro Saruwatari.
- Nanaka Jūnana-bun no Roku (TV) como Onigiri.
- Nanatsu no Taizai: Fundo no Shinpan como Zeldris (Rey Demonio)
- Naruto (TV) como Kakashi Hatake.
- Naruto la película: ¡El rescate de la princesa de la nieve! como Kakashi Hatake.
- Naruto Shippūden (TV) como Kakashi Hatake.
- Naruto the Movie 3: The Animal Riot of Crescent Moon Island como Kakashi Hatake.
- Natsume Yūjin-Chō como Nyanko-sensei.
- Naruto Special: Battle at Hidden Falls. I am the Hero! (OVA) como Kakashi Hatake.
- Naruto Special: Find the Crimson Four-leaf Clover! (OVA) como Kakashi Hatake.
- Ninja Robots (TV) como Sho.
- Nobunaga no Shinobi: Ise Kanegasaki-hen (TV) como Matsunaga Hisahide.
- Noragami (TV) como Kuraha
- Oda Cinnamon Nobunaga (TV) como Kuroda "Charlie" Yoshitaka
- Oishinbo (The Gourmet) (TV) como Shirou Yamaoka.
- Omishi Magical Theater Risky Safety (TV) como Bezetto Serges.
- Once Upon a Time (Windaria) (película) como Jiru.
- One Piece (TV) como Monkey D. Dragon (joven)
- Oroshitate Musical Nerima Daikon Brothers (TV) como el propietario del local de Pachinko (Episodio. 2)
- Otohime Connection (OVA) como Michio Hirano.
- Osomatsu-san (TV) como Matsuzō Matsuno
- Ouran High School Host Club (TV) como Yuzuru Suoh (Episodio 25).
- Parasite Dolls (OVA) como Buzz.
- Princess Nine (TV) como Hidehiko Hayakawa.
- Project ARMS (TV) como Keith White.
- Ranma ½ (TV) como Mikado Sanzenin (serie clásica) y Happosai (nueva versión).
- Ranma ½: Big Trouble in Nekonron, China (película) como Bishamonten; Mikado Sanzenin
- Rhea Gall Force (OVA) como Bauer.
- Romeo x Juliet como William Shakespeare.
- Rurouni Kenshin (película) como Shigure Takimi.
- RWBY: Hyousetsu Teikoku (TV) como el Profesor Ozpin
- Saber Rider and the Star Sheriffs (TV) como Bill Wilcox.
- Saikano (TV) como el padre de Shuuji.
- Saint Seiya (TV) como Ohko (Ouko) (Episodios 33-34).
- Saint Tail (TV) como Gen'ichirou Haneoka.
- Salamander (OVA)
- Samurai Deeper Kyo (TV) como Muramasa.
- Seiken no Blacksmith como Housman Hugo.
- Samurái X: The Motion Picture o Rurouni Kenshin - Ishin Shishi e no Requiem como Takimi Shigure.
- Samurai: Hunt for the Sword (OVA) como Torai Nanban.
- Sanctuary (Manga DVD).
- School Rumble (TV) como el padre de Eri (Episodio 8).
- Seikimatsu Darling (OVA) como Yoichuroh Takasugi.
- Sekushi Commando Gaiden: Sugoiyo! Masaru-san (TV) como Tanaka "Susan" Fumiko/director de la escuela.
- Seraphim Call (TV) como padre (Episodio 11).
- Serial Experiments Lain (TV) como la voz de Man, s
- Shingeki no Kyojin como Willy Tybur.
- Shinshaku Sengoku Eiyuu Densetsu Sanada Jyuu Yuushi The Animation (Special) como Jinpachi Nezu.
- Shinshaku Sengoku Eiyuu Densetsu Sanada Jyuu Yuushi The Animation (TV) como Nezu Jinpachi.
- Showa ahozoshi akanuke ichiban! (TV) como Koujirou.
- Shrine of the Morning Mist (TV) como Tadaaki Amatsu.
- Soreike! Anpanman (TV) como Katsubushiman (2nd).
- Space Battleship Yamato como Akira Yamamoto.
- Space Pirate Mito (TV) como Mitsukuni Kagerou.
- Space Warrior Baldios (película) como David.
- Spiral: Suiri no Kizuna (TV) como Kiyotaka Narumi.
- Spirit Warrior (OVA) como Kou Kaihou (Episodio 2).
- Starship Troopers (OVA) como Smith.
- Super Atragon (OVA) como Storner.
- Super Dimensional Cavalry Southern Cross (TV) como Alan.
- Sword for Truth (película) como Shurannosuke Sakaki.
- Tactics (TV) como Watanabe.
- Takegami - Guardian of Darkness (OVA) como Koichi.
- Tales of Phantasia: The Animation (OVA) como Klarth F. Lester
- Tenku Senki Shurato (TV) como Karura Oh Reiga.
- The Galaxy Railways (TV) como Yuuki Wataru.
- Tokyo Ghoul y Tokyo Ghoul: re (TV) como Donato Porpora.
- Tokyo ESP (TV) como Roushi Youdani
- The Ideon: A Contact (película) como Hatari Naburu.
- The Ideon: Be Invoked (película) como Hatari Naburu.
- The Phoenix: Chapter of Yamato (OVA) como Oguna.
- Kumo no Mukō, Yakusoku no Basho (película) como Tomizawa.
- The Samurai (OVA) como Torai.
- Tobira o Akete (OVA) como Saiki Haruka.
- Tokimeki Tonight como Rocky (Ep. 27)
- Tondemo Senshi Muteking (TV) como Muteking.
- Touch (TV) como Akio Nitta.
- Touch: Are kara, Kimi wa... - Miss Lonely Yesterday - (special) como Akio Nitta.
- Touch: Cross Road - Kaze no Yukue (special) como Bob.
- Tsuki ga Michibiku Isekai Dōchū como Patrick Rembrandt.
- Urban Square (OVA) como Ryo Matsumoto.
- Urusei Yatsura (1981) (TV) como Tobimaro Mizunokōji (ep. 70), Tsubame Ozuno y Dappya.
- Urusei Yatsura (2022) como el Padre de los hermanos Mendo
- Vampire Princess Miyu (OVA) como Pazusu.
- Versailles no Bara (película) como Hans Axel von Fersen.
- Vie Durant (OVA) como Shiriizu.
- Voltron (TV) como Akira Kogane.
- Wrath of the Ninja - The Yotoden Movie como Hayate no Sakon.
- X (película) como Yuuto Kigai.
- Yajikita Gakuen Douchuuki: Maboroshi no Sumeragi Ichizoku-hen (OVA).
- Yoroshiku Mechadock (TV) como Nachi Wataru.
- Yu-Gi-Oh! GX como DD.
- Zillion (TV) como Champ.
- Zillion: Burning Night como Champ.

## Videojuegos
- Bleach: The 3rd Phantom como Seigen Suzunami.
- Tales of Phantasia como Klarth F. Lester
- Tales of Phantasia (versión de SNES) como Tornix D. Morrison / Narrador
- Tales of the World: Nakiriri Dungeon como Klarth F. Lester
- "Crisis Core -Final Fantasy VII-" como Angeal
- Fragrance Tale
- Granblue Fantasy Siegfried
- Hana Ki Sou as Kurotaka
- Harukanaru Toki no Naka de como Tachibana no Tomomasa
- Harukanaru Toki no Naka de 2 como Hisui
- Harukanaru Toki no Naka de 3 como Kagetoki Kajiwara
- Harukanaru Toki no Naka de 3: Izayoi-ki como Kagetoki Kajiwara
- Harukanaru Toki no Naka de 3: Unmei no Labyrinth como Kagetoki Kajiwara
- Harukanaru Toki no Naka de, Maihitoyo como Tachibana no Tomomasa
- Hoshi no Oujo
- Hoshi no Oujo 2
- Hoshi no Oujo 3 como Amaterasu (Dios de la luz)
- Kingdom Hearts II como Prince Eric
- Mizu no Senritsu como 桐原貴人
- Mizu no Senritsu 2 ～緋の記憶～ como 桐原貴人
- Namco x Capcom como Reiji Arisu
- Naruto: Narutimate Hero como Kakashi Hatake
- Naruto: Narutimate Hero 2 como Kakashi Hatake
- Naruto: Narutimate Hero 3 como Kakashi Hatake
- Battle Stadium D.O.N como Kakashi Hatake
- Jump Force como Kakashi Hatake
- Silver Chaos
- Silver Chaos 2
- Star Ocean: Fantastic Space Odyssey como Ashlay Barnbernt
- Super Robot Wars series como Hwang Yan Long
- Super Smash Bros. Ultimate  como Ken
- ANUBIS ~Z.O.E~ como Dingo Egret
- También fue la voz de Miyagi You, en el juego Junjou Romantica Tokyo Doki Doki Sakusen
- Guardian Tales como Kamael Dios de la siega

## Tokusatsu
- Dōbutsu Sentai Zyuohger como Genis
- Kamen Rider Revice como Giff
- Saru no Gundan como Rom
- Avataro Sentai Donbrothers como Shinzo Tadokoro

## Doblaje
- Adventure Time como Party Pat
- Chasing the Dragon como Lee Rock
- Doctor Strange como Kaecilius
- Fantastic Animals: The Secrets of Dumbledore como Gellert Grindelwald
- G.I. Joe: Snake Eyes como Blind Master
- RWBY como el Profesor Ozpin
- Supernatural como Lucifer
- The Dark Knight como Harvey Dent/Dos Caras
- The Iron Giant como Dean McCoppin
- The One como Gabriel Yulaw/Gabe Law
- The Transporter como Frank Martin
- The Little Mermaid como el Príncipe Eric
- Two and a Half Men como Charlie Harper
- Zack Snyder's Justice League como Jor-El
- Zathura: A Space Adventure como Papá

## Álbumes musicales y canciones
CD
- Ai (愛) (2003/6)
- Aurora Curtain (オーロラのカーテン)
- Bokura no Sora (僕らの空　Chiguhagu)
- Bokura no Sora II (僕らの空 II)
- Have a Good Dream
- Koi (恋) (2003/3)
- Long Time No See (1992)
- Monjya de Chiguhagu (MONJYA！de　ちぐはぐ)
- Ohayou-Oyasumi (おはようおやすみ) Vol. 1
- 海人 ハミハミハ島の伝説
- 海人 ハミハミハ島の伝説イメージソング (Image Song)
- White Land

EP or LP
- P.S. I Love You (P.S.アイ・ラブ・ユー) (Álbum debut en 1980)
- あいつは噂のバイシクル
- Omoide no Natsu/Inoue Kazuhiko II (想い出の夏/井上和彦II) (1981)
- ２１エモン
- 王様の耳はファンタジー
- Frist Present (ファースト・プレゼント) (1981)
- 彗星物語 (Comet Story) (1982)
- Morning Breeze (モーニングブリーズ) (1984)

- 夢みるお年頃
- ポセイドンの伝説
- ペアペア アニメージュ
- ＣＨＯＫＩ!
- バオバブ･パーティー
- バオバブパーティー　２
- バオバブ・シンガーズ
- ムテキングとんでもジョッキー